# Перрісбург (Огайо)
Перрісбург (англ. Perrysburg) — місто (англ. city) в США, в окрузі Вуд штату Огайо. Населення — 25 041 особа (2020).

## Географія
Перрісбург розташований за координатами 41°32′18″ пн. ш. 83°38′24″ зх. д. / 41.53833° пн. ш. 83.64000° зх. д. (41.538285, -83.640118).  За даними Бюро перепису населення США в 2010 році місто мало площу 29,82 км², уся площа — суходіл.

## Демографія
Згідно з переписом 2010 року, у місті мешкали 20 623 особи в 8246 домогосподарствах у складі 5504 родин. Густота населення становила 692 особи/км².  Було 8845 помешкань (297/км²).
Расовий склад населення:
| - 92,9 % — білих - 3,1 % — азіатів - 1,4 % — чорних або афроамериканців - 0,1 % — корінних американців |

До двох чи більше рас належало 1,6 %. Частка іспаномовних становила 3,2 % від усіх жителів.
За віковим діапазоном населення розподілялося таким чином: 26,5 % — особи молодші 18 років, 61,2 % — особи у віці 18—64 років, 12,3 % — особи у віці 65 років та старші. Медіана віку мешканця становила 38,4 року. На 100 осіб жіночої статі у місті припадало 94,0 чоловіків;  на 100 жінок у віці від 18 років та старших — 89,5 чоловіків також старших 18 років.
Середній дохід на одне домашнє господарство  становив 94 420 доларів США (медіана — 72 694), а середній дохід на одну сім'ю — 118 746 доларів (медіана — 98 760). Медіана доходів становила 71 611 долар для чоловіків та 48 081 долар для жінок. За межею бідності перебувало 6,6 % осіб, у тому числі 6,7 % дітей у віці до 18 років та 7,8 % осіб у віці 65 років та старших.
Цивільне працевлаштоване населення становило 10 951 осіб. Основні галузі зайнятості: освіта, охорона здоров'я та соціальна допомога — 29,5 %, виробництво — 15,1 %, науковці, спеціалісти, менеджери — 11,2 %, роздрібна торгівля — 8,1 %.